# الیزابت دادزول
الیزابت دادزول (انگلیسی: Elizabeth Dowdeswell؛ زادهٔ ۱۹۴۴) یک دیپلمات اهل کانادا و سومین مدیر اجرایی برنامه محیط زیست ملل متحد است. وی در حال حاضر فرماندار کل انتاریو است. الیزابت دادزول  علاوه بر اینکه طولانی‌ترین فرماندار در تاریخ انتاریو است، قهرمان جامعه مدنی، حفاظت از محیط زیست و رشد فراگیر و دموکراسی لیبرال نیز هست.
ویولت الیزابت پاتون در ۹ نوامبر ۱۹۴۴ در بلفاست، ایرلند شمالی به دنیا آمد. وی با خانواده‌اش در ۱۹۴۷ به کانادا نقل مکان کرد. او در دانشگاه ساسکاچوان و دانشگاه ایالتی یوتا تحصیل کرد و بعداً استاد دانشگاه شد.